# فرنان ایسله
فرنان ایسله (انگلیسی: Fernand Isselé؛ ۲۲ فوریهٔ ۱۹۱۵ – ۱ مهٔ ۱۹۹۴) شناگر، و بازیکن واترپلو اهل بلژیک بود.